# Míšenec
Míšenec je v antropologii pojem označující jedince, jehož rodiče jsou příslušníci různých lidských plemen.
- mestic – potomek bělocha a původního Američana[2]
- mulat – potomek bělocha a černocha[1]
- zambaigo – potomek východního asiata a původního Američana/ eskymáka [3]
- zambo – potomek černocha a Původního Američana[3]
- kajot – potomek mestica a mulata[4]
- Cambujo = mongoloidní a zambo
- Kastico = europoidní a mestic
- Kajot = mestic a mulat = podíl všech tří plemen